# Constantin Narly
 Constantin Narly (n. 30 mai 1896, Tecuci, județul Tecuci – d. 6 iulie 1956, București) a fost un profesor de pedagogie la Universitățile din Iași, Cernăuți și București, licențiat și doctor în filozofie la Göttingen, scriitor, poet, prozator și publicist român.

## Familia
A fost al patrulea dintre cei șase copii ai ofițerului Ion Averin Narly și ai soției acestuia, Clementina, născută Voicu.Insurat in 1930 cu Maria -Adina Petit, au avut in 1934 un copil : Michaela.

## Studii
Constantin Narly a urmat școala primară și gimnaziul la Tecuci și liceul la Iași, examenul de bacalaureatul susținându-l la Focșani. În anul 1914 se înscrie la Facultatea litere și filosofie a Universității din Iași. Aici, se apropie de profesorul Ion Găvănescu, care îi sădește pasiunea pentru pedagogie. Este mobilizat în 1916 și încadrat la o școală de ofițeri, din toamna lui 1916 și până în primăvara lui 1918. Revine la cursurile universitare și susține examenul de licență în 1919. În anii 1921-1926, audiază cursuri de filosofie și pedagogie la Berlin și Göttingen unde obține, în 1924, doctoratul în filozofie cu teza Die soziale Schichtung Rumäniens (Stratificarea socială în România).

## Activitate științifică și pedagogică
Este numit profesor la Brăila, apoi la Râmnicu Sărat și la Cernăuți. O vreme este funcționar la Ministerul Muncii. Între 1921 și 1926, se află mai mult în concediu pentru continuarea studiilor. Din 1926, este asistent la Catedra de pedagogie a Universității din Iași. În 1926 devine membru al Consilului legislativ. La 1 septembrie 1927, prin concurs, devine profesor agregat de pedagogie la Cernăuți și profesor titular la 1 ianuarie 1931. La ocuparea Bucovinei de către URSS, revine în țară, apoi reia activitatea la catedra de la Cernăuți, pe timpul războiului. In 1940 este transferat la Universitatea din București, fiind epurat în 1947 in urma refuzului de a-si "schimba ideile si a preda marxism" ( conform reformei invatamintului ) A fost fondator (1931), director și colaborator al Revistei de pedagogie. A publicat numeroase studii, mai ales de pedagogie în revistele Analele Universității din Cernăuți, Buletinul Seminarului Pedagogic Universitar din Iași, Revista de filosofie, Revista generală a învățământului, Convorbiri literare, Junimea literară, Îndreptar, Preocupări literare, Revue internationale de sociologie și în altele.

## Activitate literară
Debutează cu versuri, în revista Vieața nouă în 1918. Colaborează cu versuri și proză în revistele Orizonturi noi, Sburătorul, Năzuința, Cuvântul liber, Adevărul literar și artistic, Flacăra, Viața literară și în altele

## Aprecierea operei literare
Eugen Lovinescu remarcă lirismul primăvăratic și direct, exprimat în versuri ușor romantice, ușor declamatorii, amabile și spontane din poezia lui Constantin Narly. Victor Durnea consideră că în versurile sale climatul este vagul sufletesc, prins în sugestii înprumutate din domeniul muzicii. Există o sensibilitate în care dominanta este o molcomă melancolie, tipic moldovenească, colorată și individualizată de o doză discretă de intelectualitate. Sunt excluse orice depășește măsura, exhibarea, disonanța, insolitul. Se constată fidelitatea față de versificația clasică, grija pentru expresie și recursul intermitent la virtuțile cugetării. Narly poate fi revendicat de curentele tradiționaliste. În proza lui, impresionalismul poetic pare mai modern.

## Scrieri publicate
- Educație și ideal, București, 1927
- Evocări venețiene, Cernăuți, 1928
- Pedagogia socială și personalitatea, București, 1928
- Tolstoi educator, București, 1929
- Ispite și biruinți, București, 1930
- Patru mari educatori. John Locke, V. Conta, Freud, Kerschensteiner, București, 1933
- Istoria pedagogiei, vol. I, Cernăuți, 1935
- Pedagogia lui Immanuel Kant, București, 1936
- Către o politică școlară, f.a.
- Pedagogie generală, 1938
- Metode de educație, 1943
- Texte pedagogice, îngrijită și prefațată de Viorel Nicolescu, București, 1980

## Distincții
- Ordinul Meritul Cultural în gradul de Cavaler cl. II, pentru școală (23 septembrie 1942)[1]